# Cannara
Cannara är en ort och kommun i provinsen Perugia i regionen Umbrien i Italien. Kommunen hade 4 355 invånare (2018).